# Kosel Kirke
Kosel Kirke er en kirkebygning beliggende i landsbyen Kosel (Koslev) i landskabet Svans i det østlige Sydslesvig. Kirken er viet til Skt. Laurentius. Navngivningen står muligvis i sammenhæng med Laurentiusdagen (den 10/8), dagen hvor Erik Plovpenning blev myrdet på Slien.
Kirken blev bygget i 1100-tallet. Den romanske kampestenkirke er på samme måde som rundkirkerne på Bornholm opført som forsvarskirke. Dette udtrykkes af kirkens karakteristisk runde tårn. Kirken i Kosel er dermed en af de få rundtårnkirker i Tyskland. Af samme type er også Oversø Kirke ved Flensborg. Kirkens barokke altertavle er fra 1600-tallet. Dens døbefont stammer fra 1500-tallet. I dets bund ses en dobbeltløve med krone og en række med springende hjorte og stiliserede egetræer.
Kirkebygningen hører under den nordtyske lutherske landskirke. Kosel sogn omfatter landsbyerne Flækkeby, Gyby, Hummelfeld og selve Kosel. Sognet grænser mod vest til Haddeby Sogn, mod syd til Borreby og Hytten sogne og mod øst til Risby Sogn.

## Billeder
- Kirkens indre
- Rundtårnet